# 맘보 (소프트웨어)
맘보(Mambo, 이전 명칭: 맘보 오픈 소스/Mambo Open Source 또는 MOS)는 단순 웹 인터페이스를 통해 웹사이트를 만들고 관리하기 위한 자유 소프트웨어/오픈 소스 저작물 관리 시스템(CMS)이다. 마지막 출시 연도는 2008년이며, 당시 개발자 전원이 프로젝트의 포크인 줌라와 MiaCMS로 전향하면서 떠나게 되었다.

## 수상
- "Best Free Software Project of the Year" - Linux Format Magazine, 2004
- "Best Linux or Open Source Software" - LinuxUser & Developer 2004
- "Best Open Source Solution" - LinuxWorld, Boston 2005
- "Best of Show - Total Industry Solution" - LinuxWorld, Boston 2005
- "Best Open Source Solution" - LinuxWorld, San Francisco 2005
- "Best Open Source Solution" LinuxWorld, Sydney, Australia 2006

## 같이 보기
- 저작물 관리 시스템 목록